# Cisalhamento (física)

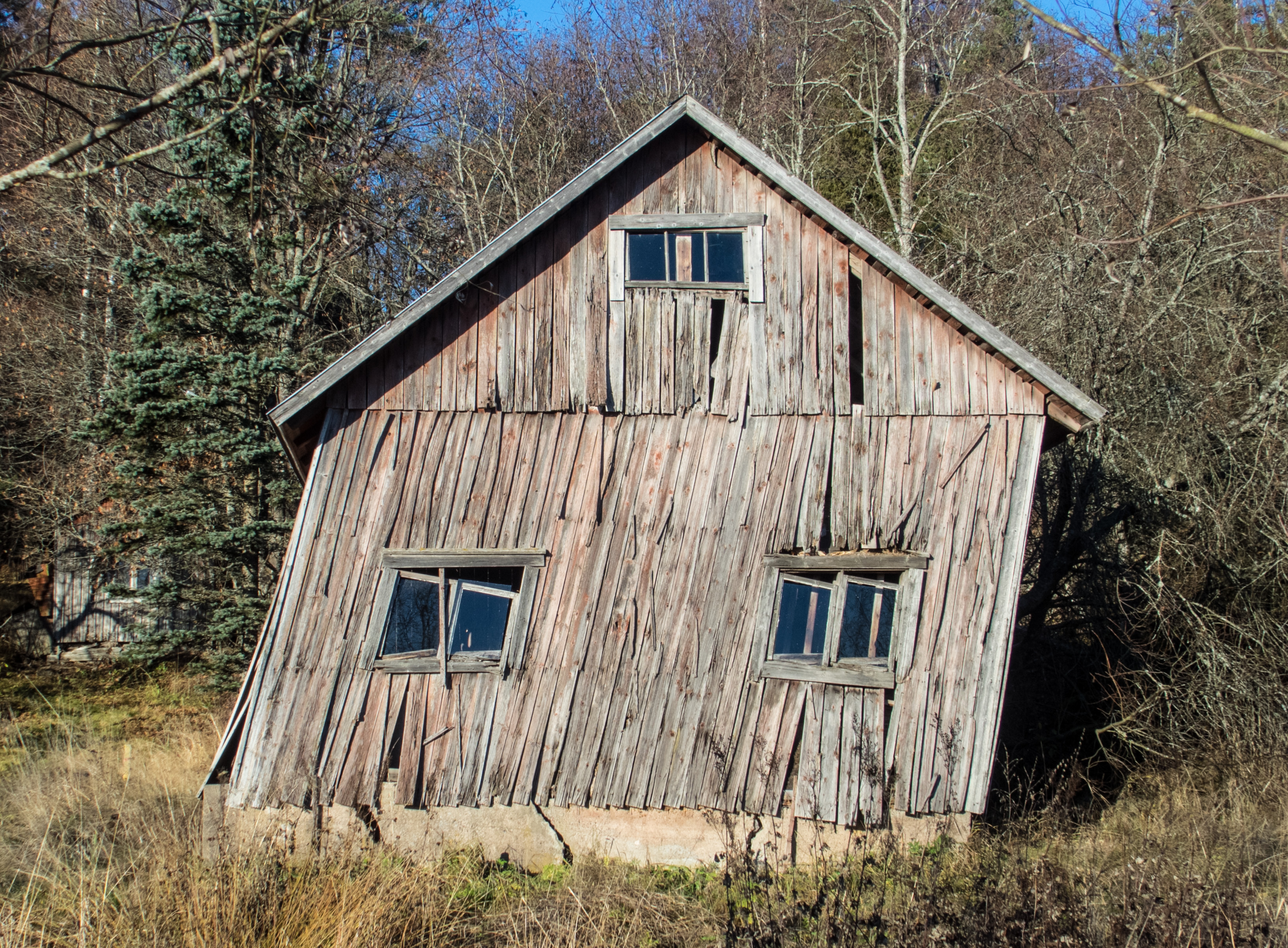
A seção de estrutura retangular deformou-se em um paralelogramo (deformação de cisalhamento), mas as treliças triangulares do telhado resistiram à tensão de cisalhamento e permaneceram indeformadas

Na mecânica contínua, cisalhamento refere-se à ocorrência de uma deformação de cisalhamento, que é uma deformação de uma substância material na qual superfícies internas paralelas deslizam umas sobre as outras. É induzido por uma tensão de cisalhamento no material. A deformação de cisalhamento é diferenciada da deformação volumétrica . A mudança no volume de um material em resposta à tensão e à mudança de ângulo é chamada de ângulo de cisalhamento.